# 1933年証券法
1933年証券法（1933ねんしょうけんほう、英：Securities Act of 1933）は、アメリカ合衆国における証券の発行市場（一次市場）を規律する連邦制定法である。1929年の株価大暴落に続く世界恐慌の渦中、1933年5月27日に制定された法律であり、合衆国法典第15編第77a条 15 U.S.C. § 77a以下に法典化されている。1933年法と呼ばれることもある。
合衆国憲法の州間通商条項に基づいて制定されており、州間通商の手段・方法を用いてなされる証券の募集又は販売について、免除事由がある場合を除き、同法に基づく登録を行うことを義務化している。同法は、証券の募集及び販売を規制する最初の大きな連邦法であった。それまでは、証券規制は主に州法（いわゆるブルー・スカイ法）によって行われていた。連邦議会は、1933年証券法を制定した際、当時の州証券法は連邦法を補完するものとして残した。それは、一つには、この分野で連邦法を制定することについての合憲性の問題が残っていたからである。
ニューディール政策の一環として、ベンジャミン・ヴィクター・コーエン、トーマス・コーコラン、ジェームズ・ランディスによって起草され、フランクリン・ルーズベルト大統領によって署名された。

## 目的
1933年証券法は、二つの基本的な目的を有している。
- 投資家が、公募されている証券についての重要な情報を得られるようにすること
- 証券の公衆への販売に際し、欺罔、不実表示その他の詐欺的行為が行われることを禁止すること

証券法の基本にあるのは、証券を募集しようとする会社（発行者）は、潜在的な投資家に対し、情報に基づいた判断を可能にするために、発行者及び当該証券についての十分な情報を提供すべきであるという考え方である。潜在的な投資家に情報を得させ、証券市場における公正な取引を促すという目的の達成に資するために、証券法は、発行者に対し、発行者自身及び証券の発行条件についての重要な情報を公に開示することを求めている。情報開示（ディスクロージャー）には、悪しき行動を事前に防ぐという別の効果もある。連邦最高裁判所裁判官のルイス・ブランダイスは、「日光は最良の殺菌剤である」という警句を生んだが、これは証券法に流れる哲学の一つでもある。
重要な情報の開示は、証券取引委員会 (SEC) に対する証券の登録を通して行われる。SECは、証券市場の監視及び連邦証券法制の実施について責任を負う主たる連邦の行政機関（エージェンシー）である。SECは、1934年証券取引所法に基づいて設立された。証券取引所法の制定以前は、証券の登録は連邦取引委員会 (Federal Trade Commission) に対して行われていた。

## 登録手続
一般的に、アメリカ合衆国において公衆に対し募集又は販売される証券は、SECに届出書 (registration statement) を提出することによって登録されなければならない。発行者の証券を潜在的な投資家に対し勧誘する際の文書である目論見書 (prospectus) も、通常、届出書とともに提出される。SECは、発行者が証券を登録する際の関連書式を定めている。書式では、次の事項が要求されている。
- 募集しようとする証券の説明
- 発行者の経営に関する情報
- 証券の種類（普通株式以外の場合）に関する情報
- 独立の監査人によって証明を受けた財務諸表

届出書及び目論見書は、SECに提出された後、間もなく公開される。届出書は、SECのウェブサイト上で、EDGARというシステムを用いて閲覧することができる。届出書は、情報開示の要件を満たしているか否かについてSECの審査を受ける。発行者が、届出書又は目論見書において虚偽の情報を記載し、又は重要な事実を記載しないことは違法である。

## 登録義務の範囲
すべての証券の募集についてSECへの登録をしなければならないわけではない。例えば次のような免除事由がある。
- 一定の種類の投資家（個人又は機関）に対する、又は限られた数の投資家に対する私募 (private offering)
- 小規模の募集
- 州内の募集
- 自治体、州及び連邦の政府が発行する証券

登録義務のある証券であるか否かにかかわらず、証券法は、証券の募集又は販売に関連して詐欺的行為を行うことを違法としている。詐欺によって損害を受けた投資家は、証券法に基づいて損害回復の訴訟を提起することができる。

### 登録義務を負う者
証券の発行者 (issuer)、引受人 (underwriter) 又はディーラー (dealer) 以外の者が行う取引は、証券法4条(1)により登録義務が免除されており、ディーラーの行う取引も同法4条(2)により多くが免除されているため、発行者を除けば、「引受人」に当たるか否かが登録義務の有無について問題となる。
「引受人」とは、「証券の譲渡をする意思で (with a view to distribution) 発行者から購入した者、又は証券の譲渡に関して発行者のために募集若しくは販売を行う者」をいうと証券法2条(a)(11)で定義されている。そこで、発行者から私募などの形で直接証券を取得した者が、それを他人に譲渡（再販売）しようとする場合に、再販売者が「譲渡をする意思で」取得していたかが問題となる。「譲渡をする意思で」という要件は主観的なものなので、その客観的な判断基準を定めたのが、SECの規則144である。
規則144によれば、発行者から私募により取得した証券は制限付き証券 (restricted securities) となり、それを無登録で再販売するには、次の要件を満たさなければならない。
- いかなる3か月をとっても、再販売の数量が、発行済証券総数の1%を超えず、かつ先立つ4週間の平均取引量を超えないこと
- 再販売者が発行者から私募取引 (non-public transaction) により証券を取得していた場合は、取得から再販売までに1年以上保有していたこと
- 発行者が1934年証券取引所法上の継続開示を負っており、かつそれを現に遵守していること（又はそれに相応する開示を行っていること）
- 通常の仲介取引により、又は証券取引所のマーケットメーカーを介した取引により再販売が行われること
- SECに通知が行われること

合併、企業買収で証券を取得した場合も、規則145により、規則144の再販売規制が課せられる。

### 国外における募集
国外における証券の募集については、証券法5条の登録義務が課せられない。SECは、証券の募集がどのような場合に国外のものとみなされるかについての基準（レギュレーションS）を設けている。これには発行者に関するものと再販売に関するものの二つあるが、いずれの場合も、証券の募集及び販売がアメリカ合衆国の外で行われ、かつ募集関係者（発行者、募集を支援する銀行、及びそれらの系列会社等）が、指図に基づく販売の努力 (directed selling efforts) を行わないことが必要である。その証券について実質的な米国市場の利害が存在する発行者については、いかなる募集及び販売もアメリカ合衆国の人（物理的にアメリカ合衆国の外にいる米国市民を含む）に対してなされてはならないという要件が加わる。
証券法5条は、主にアメリカ合衆国の投資家の保護のための規定である。そうしたことから、SECは、海外取引の登録について強制的な手段を用いることには慎重である。

## 民事上の責任
登録義務に違反した場合、発行者及び証券引受人は、証券法11条、12条(a)(1)又は12条(a)(2)により民事上の責任を負うことがある。なお、証券取引所法（規則10b-5）に基づき別途責任が課せられることもある。